# Erwin Völsing
Erwin Völsing (* 28. Februar 1909 in Alsfeld; † 5. Juni 1986 in Fulda) war ein deutscher Musikwissenschaftler.

## Leben und Wirken
Völsing trat zum 1. Mai 1937 der NSDAP bei. Nach seiner Promotion an der Universität Gießen 1940 war er als Musikreferent im Amt Rosenberg tätig und verfasste u. a. musikwissenschaftliche Beiträge für die Nationalsozialistischen Monatshefte, die Zeitschrift Musik im Krieg und zahlreiche deutsche Tageszeitungen. Als Musikreferent war er ursprünglich vom Dienst an der Waffe im Zweiten Weltkrieg freigestellt worden. Sein Name wurden 1944 aber nicht in die Gottbegnadeten-Liste aufgenommen. Nach dem Zweiten Weltkrieg lebte Völsing einige Zeit in Frankfurt am Main und war als Klavierlehrer im Landkreis Lauterbach tätig.

## Publikationen (Auswahl)
- G. F. Händels englische Kirchenmusik. Hildburghausen 1940.
- G. F. Händels englische Kirchenmusik (Schriftenreihe des Staatlichen Instituts für deutsche Musikforschung; 6). Leipzig 1940.
- Kämpfer mit romantischer Seele. In: Hakenkreuzbanner. NS-Tageszeitung für Mannheim und Nordbaden vom 20. November 1940.
- Vom ewigen Reich deutscher Musik. In: Der Patriot. Der Sintfeldbote. Bürener Zeitung. Heimatzeitung für den Kreis Büren vom 18. Januar 1941.
- Die Weltgeltung der deutschen Musik. Die Genien der deutschen Musik und ihr ewiges Reich. In: Nationalsozialistische Monatshefte, 1941, S. 31–36.
- Die Idee einer deutschen Nationaloper bei Carl Maria von Weber. In: Nationalsozialistische Monatshefte, Juli 1941, S. 10–14.
- Mozarts „klingende Biographie“. In: Eibenstocker Tageblatt vom 8. September 1941.
- Aus dem Berliner Musikleben. Querschnitt durch den ereignisreichen Konzertwinter der Reichshauptstadt. In: Nationalsozialistische Monatshefte, April 1942, S. 63 ff.
- Sibelius-Feier in der Berliner Philharmonie. In: Nationalsozialistische Monatshefte, September 1942.
- Bayreuther Kriegsfestspiele 1943. In: Nationalsozialistische Monatshefte, 1943, S. 61–63.
- Das Musikleben: Francesco Malipiero. In: Musik im Krieg, 1943, S. 61 f.
- Der Berliner Konzertwinter. In: Aachener Anzeiger vom 23. Januar 1943, S. 4.
- Reichsamtsleiter Bereichsleiter Karlheinz Rüdiger gefallen. In: Nationalsozialistische Monatshefte, 1943, S. 172.
- Musik und Judentum. In: Musik im Krieg, 1944.